# Maverick Viñales
Maverick Viñales Ruiz (Rosas, Gerona, España, 12 de enero de 1995) es un piloto de motociclismo español. Fue campeón del Campeonato del Mundo de Motociclismo de Moto3 en 2013. Desde 2015 compite en la categoría de MotoGP, resultando tercero en 2017 y 2019 con el equipo Monster Energy Yamaha. Desde 2025 compite para con el equipo Red Bull KTM Tech3 junto a Enea Bastianini. Es el primer piloto en ganar una carrera en la era de MotoGP con tres marcas diferentes (el quinto, tras Mike Hailwood, Randy Mamola, Eddie Lawson y Loris Capirossi en la categoría reina desde 1949): Suzuki, Yamaha y Aprilia, lo hizo en el Gran Premio de las Américas 2024.
En 2013 se proclamó campeón del mundo en Moto3 en la última prueba del Mundial celebrada en el circuito Ricardo Tormo de Cheste, en Valencia. En la temporada 2014 compitió en la categoría de Moto2 en el equipo Pons Racing, donde resultó tercero. Hizo su debut en MotoGP con el equipo Suzuki en 2015. El 19 de mayo de 2016, firmó un contrato de dos años con el Movistar Yamaha MotoGP para reemplazar a Jorge Lorenzo a partir de la temporada 2017, terminó su relación del Monster Energy Yamaha MotoGP de mutuo acuerdo a mediados de la temporada 2021 y debutó a partir del GP de Aragón con Aprilia Racing Team Gresini. Compitió junto al Aprilia Racing Factory Team durante tres temporadas más hasta terminar la temporada 2024, cuando se confirmó que sería piloto del Tech 3.
Es primo del también piloto de motociclismo Isaac Viñales.

## Biografía
Su padre le puso el nombre de «Maverick» inspirándose en el personaje principal de la película Top Gun de 1986. Comenzó a competir en moto a los tres años. Desde entonces, venció en todos los campeonatos infantiles y juveniles de Cataluña. En 2002, se proclamó Subcampeón de Cataluña (50cc) y en 2003 fue el gran dominador de la temporada en la categoría de Metrakit MiniGP. Con 12 años, se proclamó Campeón de Cataluña en la categoría de PreGP 125 y subcampeón del Trofeo Mediterráneo, logros que superó en 2008 al revalidar su título de Campeón de Cataluña en PreGP 125 y adjudicarse también el título de Campeón del Trofeo Mediterráneo (PreGP 125). El salto natural al CEV lo dio en 2009 acabando segundo y madurando de manera continua hasta proclamarse en 2010 Campeón de España y de Europa de 125cc.

### Temporadas en 125cc y Moto3

#### 2011
En la temporada 2011 disputa su primera temporada en el mundial de motociclismo. Su debut se produce en el Gran Premio de Catar, en el cual termina en novena posición. En la cuarta carrera de la temporada (Le Mans, Francia) logra su primera victoria y se proclama el piloto español más joven en ganar una carrera en un Campeonato del mundo.

#### 2012
En la temporada 2012 comenzó de la mano del equipo Avintia Racing, con el que rescindió su contrato unilateralmente el 19 de octubre de 2012, justo antes de comenzar los primeros entrenamientos libres del Gran Premio de Malasia, obviamente esta carrera no la corrió. En el último Gran Premio del año, Valencia, quedó octavo. Acabó 3.º en el Campeonato por detrás de Sandro Cortese y Luis Salom. 

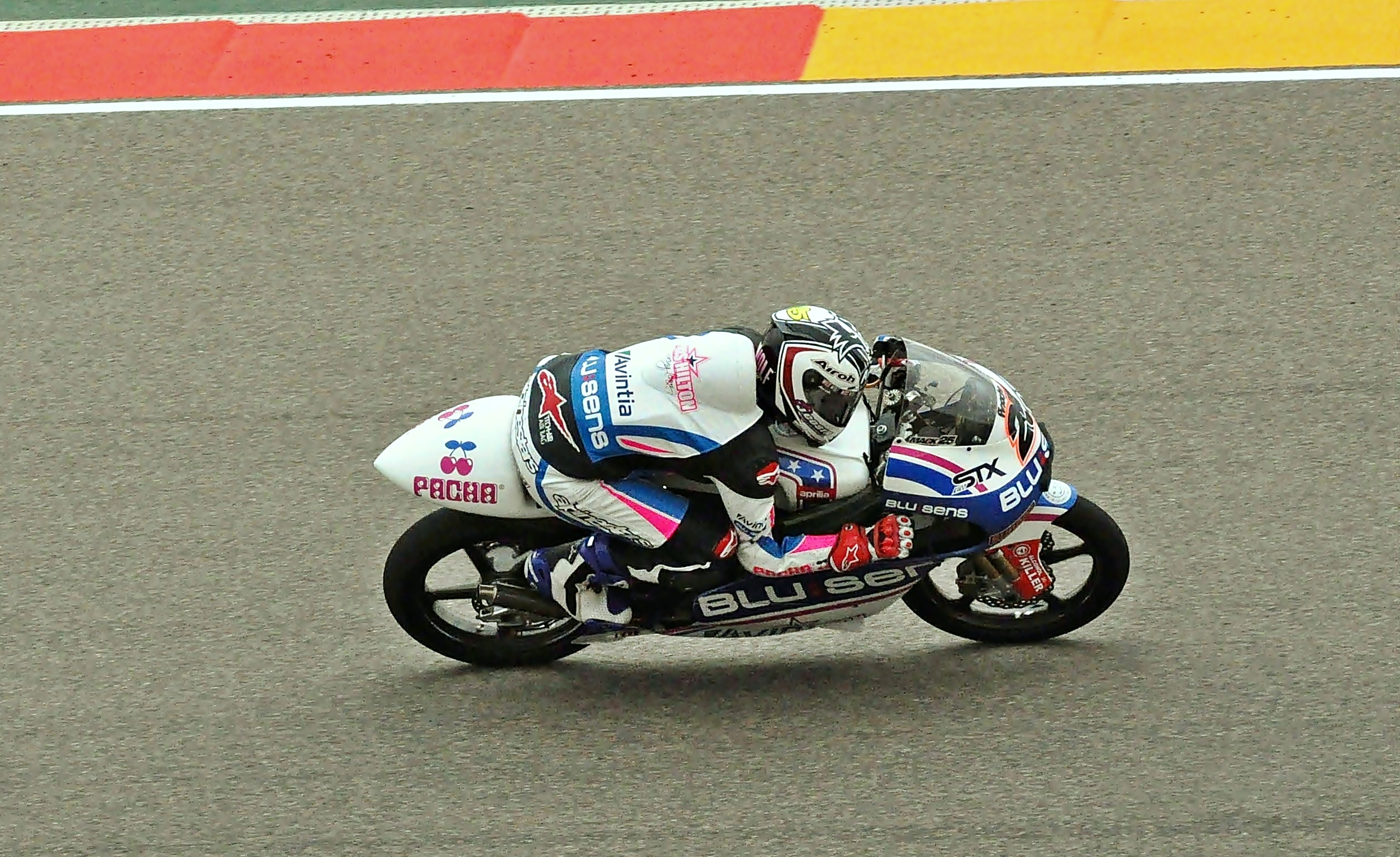
Viñales en el Gran Premio de Aragón de 2011

#### 2013
En 2013, comienza la temporada en el Team Calvo, siendo compañero de Ana Carrasco. En el GP de Jerez 2013 consiguió su primera victoria con el "Team Calvo", a la que le siguió la de GP de Le Mans 2013. Con 10 podios conseguidos en las 10 primeras carreras de la temporada 2013, Maverick igualó el récord que Fausto Gresini estableció en 1987 en la cilindrada pequeña, ocupando en el caso del piloto italiano la parte más alta del cajón en las 10 primeras carreras del campeonato.[cita requerida] En la última carrera de la temporada 2013, el GP Comunidad Valenciana 2013, Maverick se proclamó Campeón del Mundo de Moto3.

### Temporadas en Moto2

#### 2014
Viñales firmó un contrato de dos años con el Páginas Amarillas HP 40, que expiraba a finales de 2015. Se unió a su ex rival por título de Moto3 Luis Salom en el equipo. Él consiguió su primera victoria de clase intermedia en el Gran Premio de las Américas el 13 de abril de 2014. Finalmente terminó la temporada en tercer lugar en el campeonato de pilotos con cuatro victorias y nueve podios. También ganó el premio al novato del año.

### Temporadas en MotoGP
En septiembre de 2014, se anunció que Viñales subiría a la categoría de MotoGP para la temporada 2015, pilotando para el equipo Suzuki de fábrica en su regreso a la categoría. Fue acompañado por Aleix Espargaró en el equipo.

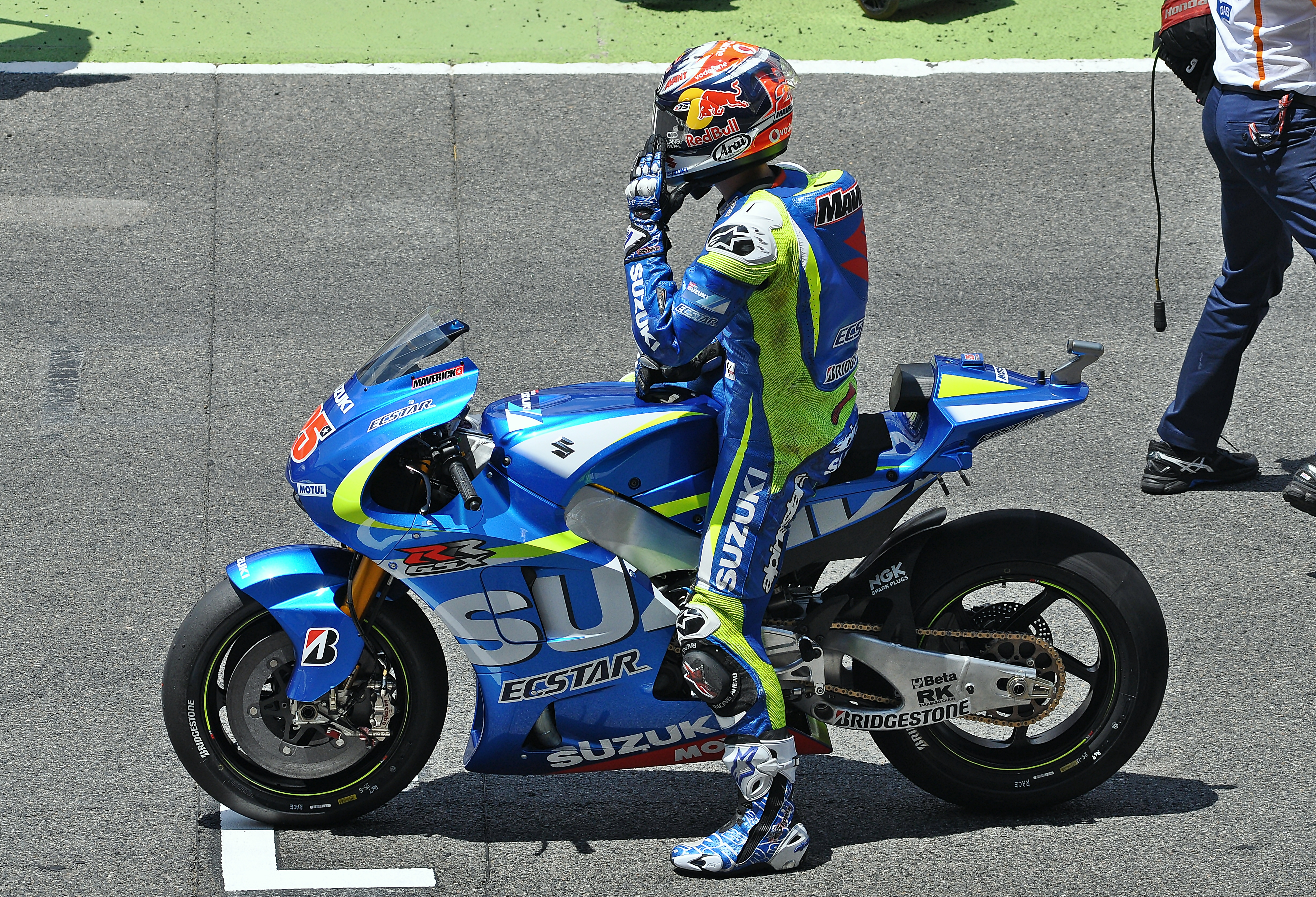
Maverick Viñales en el Gran Premio de Cataluña 2015

#### 2015
Viñales tuvo una muy buena temporada de Motogp con el equipo Suzuki de fábrica en el que fue el año de regreso para el fabricante japonés. Terminó la temporada en el 12.º lugar ganando el premio novato del año.

#### 2016
La temporada 2016 fue una temporada exitosa tanto para Viñales como para el equipo Suzuki.[cita requerida] Viñales terminó tercero en su primer podio de MotoGP, en Francia. Después de que Jorge Lorenzo fichara por el equipo Ducati, Viñales firmó para correr en la temporada 2017 y 2018 para el equipo Yamaha de fábrica. Viñales consiguió su primera victoria en MotoGP en el Gran Premio de Gran Bretaña. Terminó la temporada en cuarto lugar con 202 puntos.

#### 2017
Ganó la primera carrera en Catar con Yamaha, convirtiéndose en el piloto español más joven de la historia en ganar un gran premio con dos marcas diferentes (Suzuki y Yamaha). Ganó también la segunda carrera en Argentina con Yamaha y el GP de Francia. Terminó la temporada en tercer lugar con 230 puntos.

## Resultados

### Campeonato del Mundo de Motociclismo
Sistema de puntuación de 1993 hasta 2022:
| Posición | 1.º | 2.º | 3.º | 4.º | 5.º | 6.º | 7.º | 8.º | 9.º | 10.º | 11.º | 12.º | 13.º | 14.º | 15.º |
| Puntos   | 25  | 20  | 16  | 13  | 11  | 10  | 9   | 8   | 7   | 6    | 5    | 4    | 3    | 2    | 1    |

Sistema de puntuación desde 2023 en adelante:
| Posición       | 1.º | 2.º | 3.º | 4.º | 5.º | 6.º | 7.º | 8.º | 9.º | 10.º | 11.º | 12.º | 13.º | 14.º | 15.º |
| Puntos         | 25  | 20  | 16  | 13  | 11  | 10  | 9   | 8   | 7   | 6    | 5    | 4    | 3    | 2    | 1    |
| Carrera sprint | 12  | 9   | 7   | 6   | 5   | 4   | 3   | 2   | 1   |      |      |      |      |      |      |

#### Por categoría
| Cat.   | Temporadas    | 1.er Gran Premio | 1.er Podio    | 1.ª victoria      | Carreras | Victorias | Podios | Poles | V.Rap | Pts. | CM |
| ------ | ------------- | ---------------- | ------------- | ----------------- | -------- | --------- | ------ | ----- | ----- | ---- | -- |
| 125 cc | 2011          | Catar 2011       | Francia 2011  | Francia 2011      | 17       | 4         | 9      | 3     | 3     | 248  | 0  |
| Moto3  | 2012–2013     | Catar 2012       | Catar 2012    | Catar 2012        | 32       | 8         | 22     | 7     | 4     | 530  | 1  |
| Moto2  | 2014          | Catar 2014       | Américas 2014 | Américas 2014     | 18       | 4         | 9      | 1     | 5     | 274  | 0  |
| MotoGP | 2015–Presente | Catar 2015       | Francia 2016  | Gran Bretaña 2016 | 172      | 10        | 35     | 15    | 12    | 1636 | 0  |
| Total  | 2011–presente | 2011–presente    | 2011–presente | 2011–presente     | 239      | 26        | 75     | 26    | 24    | 2688 | 1  |

#### Por temporada
| Temp. | Cat.   | Moto      | Equipo                       | N.º   | Carreras | Victorias | Podios | Poles | V.Ráp. | Pts. | Pos. |
| ----- | ------ | --------- | ---------------------------- | ----- | -------- | --------- | ------ | ----- | ------ | ---- | ---- |
| 2011  | 125cc  | Aprilia   | Pev-Blusens-SMX-Paris Hilton | 25    | 17       | 4         | 9      | 3     | 3      | 248  | 3.º  |
| 2012  | Moto3  | FTR Honda | Blusens Avintia              | 25    | 15       | 5         | 7      | 5     | 1      | 207  | 3.º  |
| 2013  | Moto3  | KTM       | Team Calvo                   | 25    | 17       | 3         | 15     | 2     | 3      | 323  | 1.º  |
| 2014  | Moto2  | Kalex     | Páginas Amarillas HP 40      | 40    | 18       | 4         | 9      | 1     | 5      | 274  | 3.º  |
| 2015  | MotoGP | Suzuki    | Equipo Suzuki Ecstar MotoGP  | 25    | 18       | 0         | 0      | 0     | 0      | 97   | 12.º |
| 2016  | MotoGP | Suzuki    | Equipo Suzuki Ecstar MotoGP  | 25    | 18       | 1         | 4      | 0     | 2      | 202  | 4.º  |
| 2017  | MotoGP | Yamaha    | Movistar Yamaha MotoGP       | 25    | 18       | 3         | 7      | 5     | 4      | 230  | 3.º  |
| 2018  | MotoGP | Yamaha    | Movistar Yamaha MotoGP       | 25    | 18       | 1         | 5      | 1     | 2      | 193  | 4.º  |
| 2019  | MotoGP | Yamaha    | Monster Energy Yamaha MotoGP | 12    | 19       | 2         | 7      | 3     | 1      | 211  | 3.º  |
| 2020  | MotoGP | Yamaha    | Monster Energy Yamaha MotoGP | 12    | 14       | 1         | 3      | 3     | 0      | 132  | 6.º  |
| 2021  | MotoGP | Yamaha    | Monster Energy Yamaha MotoGP | 12    | 15       | 1         | 2      | 1     | 1      | 106  | 10.º |
| 2021  | MotoGP | Aprilia   | Aprilia Racing Team Gresini  | 12    | 15       | 0         | 0      | 0     | 0      | 106  | 10.º |
| 2022  | MotoGP | Aprilia   | Aprilia Racing               | 12    | 20       | 0         | 3      | 0     | 0      | 122  | 11.º |
| 2023  | MotoGP | Aprilia   | Aprilia Racing               | 12    | 20       | 0         | 3      | 1     | 1      | 204  | 7.º  |
| 2024  | MotoGP | Aprilia   | Aprilia Racing               | 12    | 20       | 1         | 1      | 1     | 1      | 190  | 7.º  |
| 2025  | MotoGP | KTM       | Red Bull KTM Tech3           | 12    |          |           |        |       |        | *    | *    |
| Total | Total  | Total     | Total                        | Total | 247      | 26        | 75     | 26    | 24     | 2739 |      |

- * Temporada en curso.

#### Carreras por año
| Año  | Cat.   | Moto      | 1        | 2        | 3         | 4        | 5        | 6        | 7        | 8        | 9        | 10      | 11      | 12        | 13       | 14      | 15      | 16       | 17        | 18       | 19      | 20       | 21  | 22  | Pos. | Pts. |
| ---- | ------ | --------- | -------- | -------- | --------- | -------- | -------- | -------- | -------- | -------- | -------- | ------- | ------- | --------- | -------- | ------- | ------- | -------- | --------- | -------- | ------- | -------- | --- | --- | ---- | ---- |
| 2011 | 125cc  | Aprilia   | QAT 9    | SPA Ret  | POR 4     | FRA 1    | CAT 2    | GBR Ret  | NED 1    | ITA 3    | GER 3    | CZE 6   | IND 2   | RSM 7     | ARA 3    | JPN 4   | AUS 8   | MAL 1    | VAL 1     |          |         |          |     |     | 3.º  | 248  |
| 2012 | Moto3  | FTR Honda | QAT 1    | SPA 6    | POR 2     | FRA Ret  | CAT 1    | GBR 1    | NED 1    | GER 17   | ITA 1    | IND Ret | CZE 4   | RSM 5     | ARA DNS  | JPN 2   | MAL WD  | AUS Ret  | VAL 8     |          |         |          |     |     | 3.º  | 207  |
| 2013 | Moto3  | KTM       | QAT 2    | AME 2    | SPA 1     | FRA 1    | ITA 3    | CAT 3    | NED 2    | GER 3    | IND 3    | CZE 2   | GBR 4   | RSM 2     | ARA 2    | MAL 5   | AUS 2   | JPN 2    | VAL 1     |          |         |          |     |     | 1.º  | 323  |
| 2014 | Moto2  | Kalex     | QAT 4    | AME 1    | ARG Ret   | SPA 5    | FRA 4    | ITA 9    | CAT 2    | NED 2    | GER 5    | IND 2   | CZE 6   | GBR 3     | RSM 4    | ARA 1   | JPN 2   | AUS 1    | MAL 1     | VAL Ret  |         |          |     |     | 3.º  | 274  |
| 2015 | MotoGP | Suzuki    | QAT 14   | AME 9    | ARG 10    | SPA 11   | FRA 9    | ITA 7    | CAT 6    | NED 10   | GER 11   | IND 11  | CZE Ret | GBR 11    | RSM 14   | ARA 11  | JPN Ret | AUS 6    | MAL 8     | VAL 11   |         |          |     |     | 12.º | 97   |
| 2016 | MotoGP | Suzuki    | QAT 6    | ARG Ret  | AME 4     | SPA 6    | FRA 3    | ITA 6    | CAT 4    | NED 9    | GER 12   | AUT 6   | CZE 9   | GBR 1     | RSM 5    | ARA 4   | JPN 3   | AUS 3    | MAL 6     | VAL 5    |         |          |     |     | 4.º  | 202  |
| 2017 | MotoGP | Yamaha    | QAT 1    | ARG 1    | AME Ret   | SPA 6    | FRA 1    | ITA 2    | CAT 10   | NED Ret  | GER 4    | CZE 3   | AUT 6   | GBR 2     | RSM 4    | ARA 4   | JPN 9   | AUS 3    | MAL 9     | VAL 12   |         |          |     |     | 3.º  | 230  |
| 2018 | MotoGP | Yamaha    | QAT 6    | ARG 5    | AME 2     | SPA 7    | FRA 7    | ITA 8    | CAT 6    | NED 3    | GER 3    | CZE Ret | AUT 12  | GBR C     | RSM 5    | ARA 10  | THA 3   | JPN 7    | AUS 1     | MAL 4    | VAL Ret |          |     |     | 4.º  | 193  |
| 2019 | MotoGP | Yamaha    | QAT 7    | ARG Ret  | AME 11    | SPA 3    | FRA Ret  | ITA 6    | CAT Ret  | NED 1    | GER 2    | CZE 10  | AUT 5   | GBR 3     | RSM 3    | ARA 4   | THA 3   | JPN 4    | AUS Ret   | MAL 1    | VAL 6   |          |     |     | 3.º  | 211  |
| 2020 | MotoGP | Yamaha    | QAT C    | SPA 2    | AND 2     | CZE 14   | AUT 10   | EST Ret  | RSM 6    | ERM 1    | CAT 9    | FRA 10  | ARA 4   | TER 7     | EUR 13   | VAL 10  | POR 11  |          |           |          |         |          |     |     | 6.º  | 132  |
| 2021 | MotoGP | Yamaha    | QAT 1    | DOH 5    | POR 11    | SPA 7    | FRA 10   | ITA 8    | CAT 5    | GER 19   | NED 2    | EST NC  | AUT     | GBR       |          |         |         |          |           |          |         |          |     |     | 10.º | 106  |
| 2021 | MotoGP | Aprilia   |          |          |           |          |          |          |          |          |          |         |         |           | ARA 18   | RSM 13  | AME     | ERM 8    | ALG 16    | VAL 16   |         |          |     |     | 10.º | 106  |
| 2022 | MotoGP | Aprilia   | QAT 12   | INA 16   | ARG 7     | AME 10   | POR 10   | SPA 14   | FRA 10   | ITA 12   | CAT 7    | GER Ret | NED 3   | GBR 2     | AUT 13   | RSM 3   | ARA 13  | JPN 7    | THA 7     | AUS 17   | MAL 16  | VAL Ret  |     |     | 11.º | 122  |
| 2023 | MotoGP | Aprilia   | POR 25   | ARG 127  | AME 410   | SPA Ret7 | FRA Ret9 | ITA 1213 | GER Ret  | NED Ret7 | GBR 53   | AUT 68  | CAT 23  | RSM 56    | IND 8    | JPN 199 | INA 24  | AUS 11C  | THA Ret18 | MAL 1110 | QAT 46  | VAL 104  |     |     | 7.º  | 204  |
| 2024 | MotoGP | Aprilia   | QAT 109  | POR Ret1 | AME 1     | SPA 9Ret | FRA 53   | CAT 128  | ITA 85   | NED 53   | GER 127  | GBR 138 | AUT 711 | ARA Ret19 | RSM 1611 | ERM 610 | INA 67  | JPN Ret9 | AUS 8Ret  | THA 720  | MAL 714 | SLD 1512 |     |     | 7.º  | 190  |
| 2025 | MotoGP | KTM       | THA 1614 | ARG 1218 | AME 14Ret | QAT 1410 | SPA 47   | FRA 5    | GBR 1113 | ARA 187  | ITA Ret4 | NED 56  | GER INJ | CZE INJ   | AUT INJ  | HUN     | CAT     | RSM      | JPN       | INA      | AUS     | MAL      | POR | VAL | 13.º | 69   |

| Color     | Resultado                                                               |
| --------- | ----------------------------------------------------------------------- |
| Oro       | Ganador                                                                 |
| Plata     | 2.ª plaza                                                               |
| Bronce    | 3.ª plaza                                                               |
| Verde     | Finalizó en los puntos                                                  |
| Azul      | Finalizó sin puntos                                                     |
| Azul      | NC - No clasificado                                                     |
| Violeta   | Ret - No terminó (Carrera)                                              |
| Rojo      | DNQ - No se clasificó                                                   |
| Negro     | DSQ - Descalificado                                                     |
| Blanco    | DNS - No empezó (carrera)                                               |
| Blanco    | WD - Retirado (fin de semana)                                           |
| Blanco    | C - Carrera cancelada                                                   |
| Sin color | DNP - Inscrito pero no participó                                        |
| Sin color | INJ - Lesionado                                                         |
| Sin color | EX - Excluido                                                           |
| Estado    | Resultado                                                               |
| Negrita   | Pole position                                                           |
| Cursiva   | Vuelta rápida                                                           |
| x         | Posición en carrera sprint                                              |
| †         | Abandona, pero clasifica al completar el porcentaje requerido para ello |

## Títulos
| Predecesor: Sandro Cortese | Campeón Mundial de Moto3 2013 | Sucesor: Álex Márquez |